# Macrozamia lucida
Macrozamia lucida là một loài thực vật hạt trần trong họ Zamiaceae. Loài này được L.A.S.Johnson mô tả khoa học đầu tiên năm 1959.